# Lista de apresentações ao vivo de NewJeans
O girl group sul-coreano NewJeans organizou um encontro de fãs desde sua estreia em 2022. Para promover seu primeiro lançamento, elas apareceram em vários programas musicais sul-coreanos em agosto de 2022. Em julho de 2023, o grupo realizou seu primeiro encontro de fãs, intitulado Bunnies Camp, em Seul, Coreia do Sul. O show com ingressos esgotados foi bem recebido pelo público e críticos. Após o lançamento de seu segundo EP, elas o promoveram com apresentações ao vivo em shows musicais sul-coreanos e em festivais internacionais Lollapalooza e Summer Sonic Festival durante julho e agosto de 2023. O grupo também se apresentou em várias premiações, incluindo o Blue Dragon Film Awards e o Melon Music Awards, eventos, como o Tokyo Girls Collection e festivais universitários.

## Encontro de fãs
| Título | Datas                  | Local                         | Cidade | País          |
| --- | ---------------------- | ----------------------------- | ------ | ------------- |
| Bunnies Camp | 1–2 de julho de 2023   | SK Olympic Handball Gymnasium | Seul   | Coreia do Sul |
| Bunnies Camp foi o primeiro encontro de fãs esgotado de NewJeans, realizado antes do lançamento de seu segundo extended play (EP), Get Up (2023). Composto por dois shows, o evento com tema escotismo contou com palco “imersivo” e design de som que lembra um acampamento e seguiu o cronograma de um tradicional encontro de escoteiros. Ambos os shows duraram duas horas e meia, durante as quais NewJeans interagiram com os fãs por meio de jogos e apresentaram sete de suas canções: "Attention", "Cookie", "Hype Boy", "Hurt" (250 remix), "Ditto" (versão acústica; versão coreográfica de 1998), "OMG" e um single inédito de Get Up, "ETA". As integrantes também sentaram ao redor de uma fogueira simulada e fizeram covers individuais de cinco canções: "Wi Ing Wi Ing" de Hyukoh (Minji), "Like Yesterday" de J.ae (Hanni), "Paris in the Rain" de Lauv (Danielle), "Time Spent Walking Through Memories" de Nell (Haerin) e "Youth" de Oohyo (Hyein). O show foi bem recebido pelo público e pelos críticos, com o site de notícias sul-coreano Edaily saudando-o como o "maior encontro de fãs de todos os tempos" e Teen Vogue descrevendo-o como "uma retrospectiva completa de seu ano importante [... ] mas também uma amostra do que está por vir". |                        |                               |        |               |
| Bunnies Camp 2024 Tokyo Dome | 26–27 de junho de 2024 | Tokyo Dome                    | Tóquio | Japão         |
| Bunnies Camp 2024 Tokyo Dome é o segundo encontro de fãs com ingressos esgotados de NewJeans e sua primeira apresentação solo no Japão. Os shows terão duração de duas horas e meia, durante as quais NewJeans apresentará 24 músicas, incluindo quatro canções inéditas e seis apresentações solo. O colaborador de longa data de NewJeans, o produtor sul-coreano 250, servirá como o ato de abertura, enquanto Yoasobi e Rina Sawayama farão uma aparição especial. Os recursos visuais e os produtos relacionados ao evento foram criados em colaboração com Takashi Murakami. |                        |                               |        |               |

## Turnês conjuntas, concertos e festivais de música
| Evento                     | Data                   | Local                            | Cidade           | País           | Canções apresentadas | Ref.          |
| -------------------------- | ---------------------- | -------------------------------- | ---------------- | -------------- | --- | ------------- |
| KCON                       | 1 de outubro de 2022   | The Boulevard                    | Riade            | Arábia Saudita | "Attention", "Hype Boy", e "Cookie" | [ 10 ]        |
| KCON                       | 15 de outubro de 2022  | Ariake Arena                     | Tóquio           | Japão          | "Attention" e "Hype Boy" | [ 11 ]        |
| KBS Song Festival          | 16 de dezembro de 2022 | Jamsil Indoor Stadium            | Seul             | Coreia do Sul  | "Love Like Oxygen" (cover de Shinee), "Attention", e "Hype Boy"                                                                               | [ 12 ]        |
| SBS Gayo Daejeon           | 24 de dezembro de 2022 | Gocheok Sky Dome                 | Seul             | Coreia do Sul  | Intro, "Attention", e "Tell Me" (Remix; cover de Wonder Girls)                                                                                | [ 13 ] [ 14 ] |
| Weverse Con Festival       | 11 de junho de 2023    | KSPO Dome                        | Seul             | Coreia do Sul  | Intro, "OMG", "Ditto", "Attention", "Hype Boy", e "Cookie"                                                                                    | [ 15 ]        |
| Lollapalooza               | 3 de agosto de 2023    | Grant Park                       | Chicago          | Estados Unidos | "Hype Boy", "Cookie" (versão rock), "Hurt", "Attention", "Ditto", "OMG", "New Jeans", "Super Shy", "ETA", "Cool with You", "Get Up", e "ASAP" | [ 16 ]        |
| K-pop Super Live           | 11 de agosto de 2023   | Estádio da Copa do Mundo de Seul | Seul             | Coreia do Sul  | "ETA" e "Hype Boy" | [ 17 ]        |
| Summer Sonic Festival      | 19 de agosto de 2023   | Zozo Marine Stadium              | Chiba            | Japão          | "Ditto", "OMG", "Cookie, "Attention", "Hype Boy", "New Jeans", "Super Shy", "ETA", "Cool with You", "Get Up", e "ASAP"                        | [ 18 ]        |
| Superpop                   | 7–8 de outubro de 2023 | Pia Arena MM                     | Yokohama         | Japão          | "Be Who You Are (Real Magic)" (com Jon Batiste), "Zero", "Hype Boy", "Cookie", "Ditto", "OMG", "New Jeans", "Super Shy", e "ETA"              | [ 19 ] [ 20 ] |
| Music Bank in Mexico       | 22 de outubro de 2023  | Palacio de los Deportes          | Cidade do México | México         | "Hype Boy", "OMG", "New Jeans", "Super Shy", "ETA", "Part of Your World", e "Recuérdame"                                                      | [ 21 ]        |
| Music Bank Global Festival | 9 de dezembro de 2023  | Belluna Dome                     | Tokorozawa       | Japão          | "OMG", "Ditto", "New Jeans", "Super Shy", e "ETA"                                                                                             | [ 22 ]        |
| Music Bank Global Festival | 15 de dezembro de 2023 | KBS Hall                         | Seul             | Coreia do Sul  | "OMG", "Ditto", "New Jeans", "Super Shy", e "ETA"                                                                                             | [ 23 ]        |
| SBS Gayo Daejeon           | 25 de dezembro de 2023 | Inspire Arena                    | Incheon          | Coreia do Sul  | "New Jeans", "ETA", "Ditto", and "OMG" (FRNK remix)                                                                                           | [ 24 ]        |
| Korea on Stage             | 21 de maio de 2024     | Gyeongbokgung Palace             | Seul             | Coreia do Sul  | "Cool with You", "Ditto", "ETA", e "Super Shy"                                                                                                | [ 25 ]        |
| K-Wave Concert Inkigayo    | 2 de junho de 2024     | Inspire Arena                    | Incheon          | Coreia do Sul  | "How Sweet", "Bubble Gum", e "ETA" | [ 26 ]        |

## Apresentações em premiações
| Evento                         | Data                   | Local                         | Cidade    | País           | Canções apresentadas | Ref.          |
| ------------------------------ | ---------------------- | ----------------------------- | --------- | -------------- | --- | ------------- |
| 49.º Korea Broadcasting Awards | 5 de setembro de 2022  | KBS Hall                      | Seul      | Coreia do Sul  | N/A | [ 27 ]        |
| The Fact Music Awards 2022     | 8 de outubro de 2022   | KBS Hall                      | Seul      | Coreia do Sul  | Intro, "Hype Boy", e "Attention"                                                                                           | [ 28 ]        |
| 43.º Blue Dragon Film Awards   | 25 de novembro de 2022 | KBS Hall                      | Seul      | Coreia do Sul  | "Hype Boy" e "Attention"                                                                                                   | [ 29 ]        |
| Melon Music Awards 2022        | 26 de novembro de 2022 | Gocheok Sky Dome              | Seul      | Coreia do Sul  | "Cookie", "Hype Boy", e "Attention"                                                                                        | [ 30 ] [ 31 ] |
| MAMA Awards 2022               | 29 de novembro de 2022 | Kyocera Dome                  | Osaka     | Japão          | "Eleven", "Fearless", "O.O", "Hype Boy", "Wa Da Da", and "Cheer Up" (Vários covers; com Ive, Le Sserafim, Kep1er, e Nmixx) | [ 32 ]        |
| MAMA Awards 2022               | 30 de novembro de 2022 | Kyocera Dome                  | Osaka     | Japão          | "Attention", "Cookie", "Hurt", e "Hype Boy"                                                                                | [ 33 ]        |
| Asia Artist Awards 2022        | 13 de dezembro de 2022 | Nippon Gaishi Hall            | Nagoia    | Japão          | "Attention" | [ 34 ]        |
| SBS Entertainment Awards 2022  | 17 de dezembro de 2022 | SBS Prism Tower               | Seul      | Coreia do Sul  | "Attention" (com FC Balladream)                                                                                            | [ 35 ]        |
| 37.º Golden Disc Awards        | 7 de janeiro de 2023   | Rajamangala Stadium           | Bangkok   | Tailândia      | "Attention" (versão Golden Disc), "Hype Boy", e "OMG"                                                                      | [ 36 ] [ 37 ] |
| The Fact Music Awards 2023     | 10 de outubro de 2023  | Namdong Gymnasium             | Incheon   | Coreia do Sul  | "Super Shy" e "ETA" | [ 38 ]        |
| Billboard Music Awards 2023    | 19 de novembro de 2023 | N/A                           | N/A       | N/A            | "Super Shy" e "OMG" | [ 40 ]        |
| 44.º Blue Dragon Film Awards   | 24 de novembro de 2023 | KBS Hall                      | Seul      | Coreia do Sul  | "ETA" e "Super Shy" | [ 41 ]        |
| Melon Music Awards 2023        | 2 de dezembro de 2023  | Inspire Arena                 | Incheon   | Coreia do Sul  | "New Jeans", "Super Shy", "ETA", "Cool with You", "Get Up", e "ASAP"                                                       | [ 42 ]        |
| Asia Artist Awards 2023        | 14 de dezembro de 2023 | Philippine Arena              | Bocaue    | Filipinas      | "OMG", "ETA", e "Super Shy"                                                                                                | [ 43 ]        |
| 65.º Japan Record Awards       | 30 de dezembro de 2023 | New National Theatre          | Tóquio    | Japão          | "Ditto", "ETA", e "New Jeans"                                                                                              | [ 44 ]        |
| 38.º Golden Disc Awards        | 6 de janeiro de 2024   | Jakarta International Stadium | Jacarta   | Indonésia      | "Cool with You" e "Ditto"                                                                                                  | [ 45 ]        |
| Billboard Women in Music 2024  | 6 de março de 2024     | YouTube Theater               | Inglewood | Estados Unidos | "Super Shy" e "ETA" | [ 46 ]        |

## Programas de televisão e especiais
| Evento                                    | Data                   | País           | Canções apresentadas              | Ref.          |
| ----------------------------------------- | ---------------------- | -------------- | --------------------------------- | ------------- |
| Nippon Television Music Festival 2022     | 28 de dezembro de 2022 | Japão          | "Attention"                       | [ 47 ]        |
| NTV The Music Day 2023                    | 1 de julho de 2023     | Japão          | "Ditto"                           | [ 48 ]        |
| FNS Music Festival 2022                   | 12 de julho de 2023    | Japão          | "Ditto"                           | [ 49 ]        |
| TBS The Music Day 2023                    | 15 de julho de 2023    | Japão          | "OMG"                             | [ 50 ]        |
| NHK Music Expo 2023                       | 14 de setembro de 2023 | Japão          | "ETA"                             | [ 51 ]        |
| Venue101 Presents NewJeans Get Up Live    | 21 de outubro de 2023  | Japão          | "New Jeans", "Super Shy", e "ETA" | [ 52 ] [ 53 ] |
| The Song I Listened to the Most This Year | 27 de dezembro de 2023 | Japão          | "Super Shy" e "OMG"               | [ 54 ]        |
| 74.º NHK Kōhaku Uta Gassen                | 31 de dezembro de 2023 | Japão          | "OMG", "ETA", e "Ditto"           | [ 55 ]        |
| Dick Clark's New Year's Rockin' Eve       | 31 de dezembro de 2023 | Estados Unidos | "Super Shy" e "ETA"               | [ 56 ]        |

## Outras apresentações ao vivo
| Evento                                                   | Data                   | Local                        | Cidade    | País          | Canções apresentadas                                                           | Ref.   |
| -------------------------------------------------------- | ---------------------- | ---------------------------- | --------- | ------------- | ------------------------------------------------------------------------------ | ------ |
| 36.º Tokyo Girls Collection                              | 4 de março de 2023     | Ginásio Nacional Yoyogi      | Tóquio    | Japão         | "Hype Boy", "Ditto", e "OMG"                                                   | [ 57 ] |
| 56.º Encontro anual do Banco Asiático de Desenvolvimento | 3 de maio de 2023      | Songdo Convensia             | Incheon   | Coreia do Sul | "Ditto" e "OMG"                                                                | [ 58 ] |
| Campeonato Mundial de League of Legends de 2023          | 19 de novembro de 2023 | Gocheok Sky Dome             | Seul      | Coreia do Sul | "Gods"                                                                         | [ 59 ] |
| NewJeans at Nike Orchard Road                            | 3 de fevereiro de 2024 | Loja da Nike em Orchard Road | Singapura | Singapura     | "Ditto", "New Jeans", "ETA", e "OMG"                                           | [ 60 ] |
| IU H.E.R. World Tour                                     | 2 de março de 2024     | KSPO Dome                    | Seul      | Coreia do Sul | "Ditto", ETA", e "Shh.."                                                       | [ 61 ] |
| Coke Studio Live with NewJeans                           | 4 de junho de 2024     | N/A                          | Tóquio    | Japão         | "Zero", "Ditto" (250 remix), "New Jeans", "ETA", "Bubble Gum", and "How Sweet" | [ 62 ] |